# Calliano (Trento)
Calliano és un municipi italià, dins de la província de Trento. L'any 2007 tenia 1.408 habitants. Limita amb els municipis de Besenello, Folgaria, Nomi, Rovereto i Volano.

## Administració
| Període | Identitat         | Partit        |
| ------- | ----------------- | ------------- |
| 2005-   | Marco Pompermaier | Llista cívica |